# Collegio uninominale Puglia - 01 (Camera dei deputati 2020)
Il collegio elettorale uninominale Puglia - 01 è un collegio elettorale uninominale della Repubblica Italiana per l'elezione della Camera dei deputati.

## Territorio
Come previsto dalla legge n. 51 del 27 maggio 2019, il collegio è stato definito tramite decreto legislativo all'interno della circoscrizione Puglia.
È formato dal territorio di 39 comuni della provincia di Foggia: Accadia, Alberona, Anzano di Puglia, Ascoli Satriano, Biccari, Bovino,
Candela, Carapelle, Carlantino, Casalnuovo Monterotaro, Casalvecchio di Puglia, Castelluccio dei Sauri, Castelluccio Valmaggiore, Castelnuovo della Daunia, Celenza Valfortore, Celle di San Vito, Chieuti, Deliceto, Faeto, Foggia, Lucera, Monteleone di Puglia, Motta Montecorvino, Ordona, Orsara di Puglia, Orta Nova, Panni, Pietramontecorvino, Rocchetta Sant'Antonio, Roseto Valfortore, San Marco la Catola, San Paolo di Civitate, San Severo, Sant'Agata di Puglia, Serracapriola, Torremaggiore, Troia, Volturara Appula e Volturino.
Il collegio è parte del collegio plurinominale Puglia - 01.

## Eletti
| Elezione | Elezione | Deputato         | Partito            |
| -------- | -------- | ---------------- | ------------------ |
|          | 2022     | Marco Pellegrini | Movimento 5 Stelle |

## Dati elettorali

### XIX legislatura
Come previsto dalla legge elettorale, 147 deputati sono eletti con sistema a maggioranza relativa in altrettanti collegi uninominali a turno unico.
| Candidati                                 | Candidati                         | Voti    | %     | Liste                          | Voti    | %     |
| ----------------------------------------- | --------------------------------- | ------- | ----- | ------------------------------ | ------- | ----- |
|                                           | Marco Pellegrini ✔️ Eletto        | 57 918  | 41,32 | Movimento 5 Stelle             | 57 918  | 41,32 |
|                                           | Eugenia Maria Roccella            | 48 825  | 34,83 | Fratelli d'Italia              | 28 096  | 20,04 |
| Forza Italia                              | Eugenia Maria Roccella            | 48 825  | 34,83 | 11 570                         | 8,25    |       |
| Lega per Salvini Premier                  | Eugenia Maria Roccella            | 48 825  | 34,83 | 8 389                          | 5,98    |       |
| Noi moderati/Lupi - Toti - Brugnaro - UDC | Eugenia Maria Roccella            | 48 825  | 34,83 | 770                            | 0,55    |       |
|                                           | Valentina Lucianetti              | 23 693  | 16,90 | Partito Democratico-IDP        | 18 334  | 13,08 |
| Alleanza Verdi e Sinistra                 | Valentina Lucianetti              | 23 693  | 16,90 | 3 155                          | 2,25    |       |
| +Europa                                   | Valentina Lucianetti              | 23 693  | 16,90 | 1 581                          | 1,13    |       |
| Impegno Civico - Centro Democratico       | Valentina Lucianetti              | 23 693  | 16,90 | 623                            | 0,44    |       |
|                                           | Savino Danaro                     | 5 250   | 3,75  | Azione - Italia Viva - Calenda | 5 250   | 3,75  |
|                                           | Carmela Maria Elisabetta La Notte | 1 988   | 1,42  | Italexit                       | 1 988   | 1,42  |
|                                           | Roberto De Rosa                   | 1 559   | 1,11  | Italia Sovrana e Popolare      | 1 559   | 1,11  |
|                                           | Ivana Palieri                     | 946     | 0,67  | Unione Popolare                | 946     | 0,67  |
| Totale                                    | Totale                            | 140 179 | 100   |                                | 140 179 | 100   |
|                                           |                                   |         |       |                                |         |       |
| Schede bianche                            | Schede bianche                    | 1 418   | 0,98  |                                |         |       |
| Schede nulle                              | Schede nulle                      | 3 503   | 2,41  |                                |         |       |
| Votanti                                   | Votanti                           | 145 100 | 54,19 |                                |         |       |
| Elettori                                  | Elettori                          | 267 760 |       |                                |         |       |